# LEV-1
LEV-1（Lunar Excursion Vehicle 1、レブワン)は宇宙航空研究開発機構 (JAXA) の宇宙科学研究所、東京農工大学、中央大学が共同で開発した小型の月面プローブである。JAXAの小型月着陸実証機SLIMに搭載され、傘おばけのように一本足形状の伸縮機構で月面を跳躍するユニークな移動機構を持ち、完全に自律動作で活動する。
2024年1月19日(UTC)、同じく月面プローブのLEV-2（SORA-Q）と共にSLIMから分離して月面に着陸し、自律的に月面を移動、LEV-2と月面ロボット同士で通信、LEV-1単独で地球にデータを送信することに成功した。

## 概要

### 計画
SLIMが月面へ着陸する直前、月面の高度1.8mでSLIM側の分離機構LEV-MによりLEV-2とともに放出される。LEV-1・LEV-2は独自の着陸機構を持たず約2.4m/sの速度で月面に衝突する。月面へ落下した後、LEV-1は月着陸後のSLIMの撮影などを試み、得たデータを地球へ送信する。また、LEV-2が収集したデータを受信して、地球へ送信する中継器も兼ねている。

## 運用
- 2023年9月7日、SLIMに搭載された状態でH-IIAロケット 47号機により打ち上げ。
- 2024年1月19日(UTC)[5]
  - 15:19:20 - 電波の発信を開始
  - 15:19:50頃 - SLIMから分離（高度約5m[7]）
  - 15:19:52頃 - 月面に着陸
  - 15:20:20.20 - 内之浦局・臼田局が電波を受信（電波発出はその1.3秒前）[8]
  - 15:20:30 - 月面探査開始
  - 17:10 - オランダのドウィンゲロー電波天文台（英語版）によるアマチュア無線信号の受信[9]を最後に通信途絶[8]

### 運用結果
- S帯の電波を臼田宇宙空間観測所・内之浦宇宙空間観測所・DSNマドリード局で受信した[10]
- UHFの電波をアマチュア無線家ら（和歌山大学、日本、ヨーロッパ）が受信した[10]
- LEV-2が自律的に撮影したSLIMの画像1枚を中継して地球に向けて送信した。SLIMの予定外の着陸姿勢はテレメトリから予測されていたが、これを確認した形となった[11]
- 受信データより、7回のホッピングと車輪回転が確認された[5][8][注釈 1]
  - 1回目のホッピングは機能開始から895秒経過時点[10]
- LEV-2からLEV-1へ2回分の画像データが送信された[8]
- 通信途絶前にはバッテリ電圧が低下し[10]、搭載コンピュータの温度は70℃を超過していた[5]
- 通信途絶後は太陽電池による発電・温度の低下により活動を再開する可能性があるとして、電波の受信体制を維持し月面待機中の扱いとした[5][12]
- LEV-1単独で月面の撮影を予定していたが受信データから撮影データは確認できていない[5]

### アマチュア無線
2024年1月29日、LEV-1はJAXAアマチュア無線クラブによってアマチュア無線局の免許を取得した。
- コールサイン：JS1YMG
- 周波数：437.41MHz
- 空中線電力：1W
- 無線設備の設置場所又は移動範囲：月軌道

### 記録等
- 世界初の跳躍による月面移動[5]
- 世界初の完全自律探査（LEV-2と共に）[5]
- 世界初の月面のロボット間通信（LEV-2と共に）[5]
- 世界初の月面アマチュア無線局[10]

## 搭載機器

### 移動機構
LEV-1は1軸の跳躍（ホッピング）機構と1軸の回転車輪を使用した特殊な移動形態で設計されている。車輪を回転させて跳躍可能な姿勢に復帰させ、跳躍用のバネをモーターで縮め、バネを解放した反動でホッピングパッドが月面を蹴り移動する。一般的な月面車が2軸以上の車輪の回転によって移動するのに対し、小型ローバに適した不整地移動手法の実証をミッションの一つとしている。
完全に自律的に動作し、ホッピングの方向は画像処理によって決定される。

### 通信機器
- 通信モジュール[5][1]
  - UHF（送受信、430MHz帯）
  - S帯（送信）
  - 寸法：60×40×25mm（運用時点で世界最小・最軽量の月面通信機）
  - 質量：90g
- フィルムアンテナ（UHF）
- アンテナ（S帯）

LEV-2とはBluetoothによって通信する。

### その他
- カメラ（フロント・リア）[5]
- 電力系（10W程度）[1]
  - 太陽電池セル（8セル）
  - バッテリー（6セル）
- 加速度センサ（2種）[2]
  - 10G以下
  - 5000G以下